# Symplocos hayesii
Symplocos hayesii är en tvåhjärtbladig växtart som beskrevs av Cyril Tenison White och Francis. Symplocos hayesii ingår i släktet Symplocos och familjen Symplocaceae. Inga underarter finns listade i Catalogue of Life.